# La Costa (Tremp)
La Costa és una serra del municipi de Tremp administrativament a la comarca del Pallars Jussà. És a l'antic municipi de Sapeira.
La Costa arrenca del mateix riu Noguera Ribagorçana, una mica al nord del Molí d'Orrit, i s'enfila ràpidament cap a les Roques d'Orrit, de 915,4 m. alt., per continuar carena amunt i assolir aviat els 1.027,5 metres i els 1.051,8 ja a prop de Sapeira. En aquest poble enllaça amb el Serrat de Raurella.
S'hi troba l'ermita de La Costa, d'època medieval.